# Allium kysylkumi
Allium kysylkumi — вид трав'янистих рослин родини амарилісові (Amaryllidaceae), ендемік Узбекистану.

## Поширення
Ендемік Узбекистану.